# Afrânio
Afrânio är en kommun i Brasilien.   Den ligger i delstaten Pernambuco, i den östra delen av landet, 1 100 km nordost om huvudstaden Brasília. Antalet invånare är 17 588.
Omgivningarna runt Afrânio är huvudsakligen savann. Runt Afrânio är det mycket glesbefolkat, med 7 invånare per kvadratkilometer.